# Rhopalocranaus aspersus
Rhopalocranaus aspersus is een hooiwagen uit de familie Manaosbiidae.